# 세계 영혼
세계 영혼(世界靈魂, 희: ψυχή κόσμο, 라: Anima mundi)은 우주 영혼이라고도 말하며, 몇 개의 사상 체계에서는 지구상의 살아 있는 온갖 것 모두가 본질적으로 연결되어 있는 것을 가리킨다. 혼이 사람의 몸으로 연결되어 있듯이 생명이 우주와 연결되어 있다고 생각한다. 이 사상은 플라톤으로부터 시작되어, 대부분의 신플라톤주의의 체계에서 중요한 구성요소였다:
「[ … ]이렇게 말하지 않으면 안됩니다. 이 우주는 신의 앞으로의 배려에 의해서, 진실, 영혼을 준비 이성을 갖춘 산 것으로서 태어난 것이라고. [ … ]이성에 의해서 파악되는 것의 동안이라도, 가장 훌륭한, 모든 점으로 완결하고 있는 것에, 제일 잘 이 우주를 흉내내려고 신은 바랐으므로, 자기 자신중에 본디부터 자신과 동족인 산 것 모든 것을 포함하고 있는 한 개의 가시적인 산 것으로서 이 우주를 구축했습니다.」
플라톤이 생각한 우주 영혼은 신체안에 영혼이 있는 것이 아니라, 반대로 영혼안에 신체가 있는 것이라고 하도록 정식화된다. 또, 네오 플라스틱 토니 파업의 플로티노스는 시간 안에 공간이 있다고 생각하고 있어 플로티노스가 생각하는 시간은 이 우주 영혼에 딱 부합한다.
중세에는 피에르 아벨라르가 플라톤의 세계 영혼의 사상을 성령의 은유로서 해석했다. 아베라르는 크리스트교의 관점으로부터, 세계 영혼의 사상을 성실하게 취급하지 않았다.
스토아 학파는 우주 영혼이 세계에서 유일한 생명력이라고 믿고 있었다. 같은 개념은 동양 철학에서 바라문교의 브라만 - 아트만으로 기술되어 있다. 게다가 중국의 음양가나 도가, 송명이학에서 기분이 이것에 상당한다.
닮은 개념은 파라켈수스와 같은 헤르메스주의 철학자나, 바뤼흐 스피노자, 고트프리트 빌헬름 라이프니츠, 프리드리히 빌헬름 요제프 셸링 (1775년 - 1854년) 에 찾아내진다. 게다가 1960년대로부터 제임스 러브록들이 진행해 온 가이아 이론도 이와 유사한 사상이다.

## 같이 보기
- 네오프라트니즘과 크리스트교
- 범심론

## 참고 문헌
- Jung, C. G. (1968). 《Psychology and Alchemy》 12. London: Routledge. ISBN 0-691-01831-6.
- Roszak, Theodore (2001) [1992]. 《The Voice of the Earth: An Exploration of Ecopsychology》. Phanes Press. ISBN 1890482803.
- Southern, R. W. (2001). 《Scholastic Humanism and the Unification of Europe, Volume II: The Heroic Age》. Wiley-Blackwell. ISBN 978-0-631-22079-4.